# Sammlung Ingrid und Willi Kemp
Die Sammlung Ingrid und Willi Kemp ist ein Konvolut von rund 1.200 Objekten zeitgenössischer Kunst, das der Düsseldorfer Kunstsammler Willi Kemp und seine Frau Ingrid seit den 1960er Jahren gesammelt haben.
Darunter befinden sich Werke von Carl Buchheister, Karl Otto Götz, Bernard Schultze, Gerhard Hoehme, Winfred Gaul, Konrad Klapheck, Joseph Beuys, Rupprecht Geiger und Gotthard Graubner. Schwerpunkte der Sammlung bilden Werke der Kunstrichtungen Informel und ZERO (Heinz Mack, Otto Piene und Günther Uecker) sowie Sammelstücke von renommierten internationalen Künstlern wie Lucio Fontana, Arnulf Rainer, Antoni Tàpies, Jean Tinguely, Ellsworth Kelly und Cy Twombly.
Die Sammlung wurde in einer repräsentativen Auswahl 2001 in der Kunsthalle Düsseldorf gezeigt. 2011 schenkte Willi Kemp seine Sammlung dem Düsseldorfer Museum Kunstpalast, das vom 26. März bis 7. August 2011 die Ausstellung Neue Farben – Eine Auswahl der Sammlung Kemp präsentierte. Seit der Schenkung stellt das Museum Kunstpalast im Turnus mit wechselnden Schwerpunkten ausgewählte Werkgruppen der Sammlung aus, zuletzt Werke von Gotthard Graubner und Arbeiten von Karl Otto Götz, Winfred Gaul, Bernard Schultze, David Rabinowitch und Carl Buchheister. „Meisterwerke aus der Sammlung Kemp“ zeigte das Museum Kunstpalast vom 2. April bis August 2019. Anlässlich dieser Ausstellung erschien ein umfangreiches zweibändiges Werk – Im Dialog mit der Kunst – mit Briefen, Gesprächen und Erinnerungen Willi Kemps mit den Künstlern seiner Sammlung. Die Hauptverwaltung NRW der Deutschen Bundesbank in Düsseldorf veranstaltete mehrfach Ausstellungen mit Werken aus der Sammlung Kemp. Vom 25. April bis 31. Mai 2022 zeigt sie eine Werkauswahl unter dem Titel „Paare in der Kunst“.